# 匍枝蒲儿根
匍枝蒲儿根（学名：Sinosenecio globiferus）为菊科蒲儿根属的植物，为中国的特有植物。分布在中国大陆的云南、四川、湖北、湖南等地，生长于海拔1,500米至2,100米的地区，一般生长在林中、溪流边以及阴湿处，目前尚未由人工引种栽培。

## 异名
- Senecio globiferus (Oliv.) Chang
- Sinosenecio globiferus (Oliv.) B. Nord. var. adenophyllus C. Jeffrey et Y. L. Chen